# 도강 김씨
도강 김씨(道康金氏)는 고려 왕조 때 도강(道康)이었던, 현재의 전남 강진(康津)을 관향(貫鄕)으로 삼는 한국의 성씨이다.

## 역사
시조(始祖)인 김희조(金希祖)는 김알지(金閼智)의 34대손이며 신라 경순왕 김부(新羅 敬順王 金傅)의 7대손으로 고려 19대 왕인 명종 왕호(明宗 王晧) 치세 시절에 병부상서(兵部尙書)를 거쳐, 문하시중(門下侍中)을 역임하였으며 특히 병부상서 역임(재임)시, 장군 경대승과 같이 함께 구국 충심(救國 忠心)의 발로로써 발호하여 1178년 당시 김희조(고려 병부상서)와 경대승(고려 장군)은 지난날 1170년 군주 의종 왕현(君主 毅宗 王晛)의 실권(實權)을 탈취하여 고려 시대의 군벌 무신 정권을 자행한 장군 정중부(1178년 암살될 당시까지 8년간 고려의 국가실권자)를 오히려 역반란 정변(逆反亂 政變, 이른바 1178년 당시 고려 장군 경대승의 군사 쿠데타.)으로써 제거하고 종묘사직(宗廟社稷)을 구호한 공훈으로 도성부원군(道城府院君)과 도강백(道康伯)에 봉작되고 식읍지(食邑地)로 도강현(道康縣) 현재 강진을 하사 받았다. 그 이후 후손들이 도강(道康)을 관향(貫鄕)으로 삼아 동본(同本) 4파(4派)로 분파되어 세계(世系)를 이어오고 있다.

### 분파
- 태인 동정공파(泰仁 同正公派) : 파조 사온서직장(司醞署直長) '김원경'(金原卿), 도강김씨 7세(6대손)(동정공파 1세)
- 강진 시직공파(康津 侍直公派) : 파조 사재감정(司宰監正) '김을경'(金乙卿), 도강김씨 7세(6대손)(시직공파 1세)
- 인천 병사공파(仁川 兵使公派) : 파조 팔도병사(八道兵使) '김을상'(金乙祥), 도강김씨 9세(8대손)(병사공파 1세)
- 강진 전공조사공파(康津 典工曹事公派) : 파조 전공조사(典工曹事) '김일'(金鎰), 도강김씨 10세(9대손)(전공조사공파 1세)

## 본관
도강(道康)은 전라남도 강진군(康津郡) 일원의 옛 지명이다. 백제시대에 도무군(道武郡)과 동음현(冬音縣)이 설치되고, 757년(경덕왕 16)에 도무군을 양무군(陽武郡)으로, 동음현은 탐진현(耽津縣)으로 개칭하였다. 940년(고려 태조 23)에 도강현(道康縣)으로 이름을 바꾸고 광주(光州)에 예속시켰다가 1018년(현종 9)에 영암군에 속하게 했다. 탐진현도 처음 영암군에 속했다가 후일 장흥부에 속하게 되었다. 1417년(태종 17)에 도강현과 탐진현을 강진현(康津縣)으로 병합하고, 병마도절제사영(兵馬都節制使營)을 도강의 옛 치소로 옮겼다. 1895년(고종 32) 지방관제 개정으로 전라남도 강진군이 되고 나주부(羅州府)가 관할하게 되었다. 1936년 강진면이 강진읍(康津邑)으로 승격되었다.

## 인물
- 김회련(懷鍊) : 호는 충민(忠敏), 김주의 외아들, 조선(朝鮮) 개국원종일등공신(開國原從一等功臣). 1392년 배극렴(裵克廉), 김사형(金士衡), 정도전(鄭道傳) 등과 함께 이성계(李成桂)를 도와 조선의 개국에 공을 세우고 개국원종일등공신(開國原從一等功臣)이 되었으며 홍주목사(洪州牧使), 공주목사(公州牧使), 해주목사(海州牧使), 검교한성부윤(檢校漢城府左尹) 등을 지내며 크게 명성(名聲)을 떨쳤고 사후(死後)에 이조판서(吏曹判書), 홍문(弘文)-예문(藝文) 양관대제학(兩館 大提學)에 증직이 되었다.(도강김씨 9세(8대손), 동정공파 3세)
- 김덕방(德芳) : 부 김회련 모 예천 이씨의 아들, 위의장군으로 난지도감목관 현감, 당진 현감(唐津縣監)을 역임했다.
- 김남우(南佑) : 연산군(燕山君)때 한성부윤(漢城府尹)을 지냈다. (도강김씨 15세, 전공조사공파 6세)
- 김서형(瑞衡) : 강계부사(江界府使)을 지냈으며, 1467년 이시애의 난을 토평하는데 공을 세워 적개원종공신(敵愾原從功臣)에 녹훈(錄勳) 되었다. (병사공파 6세)
- 김희윤(希尹) : 자는 신로(新老). 태인훈도공파(泰仁訓導公派)의 시조이며, 조선 때 광주 훈도(光州訓導)를 역임했다.
- 김희열(希說) : 자는 상림(商林) 태인판관공파(泰仁判官公派)의 시조이며, 조선 때 해주 목 판관(海州牧判官)을지냈다.
- 김희석(希奭) : 자는 주경(周卿). 태인좌랑공파(泰仁左郞公派)의 파조이며, 호조 좌랑(戶曹佐郞)에 추증되었다.
- 김약묵(若默) : 시조로부터 14세(13대손), 동정공파 8세(7대손), 좌랑공파)명종 때 청백리에 오르고, 한산군수 재임시 선정으로 표창을 받고, 양주목사를 역임하였으며, 학행이 있어 정읍 무성서원(井邑 武城書院)에 배향되었다. 김인후와 동서 간이며 외조부 송연손과 단종비 정순왕후의 아버지 송현수와는 4촌 간이다.
- 김응정(應鼎) : 조선 중기의 문인, 임진·정유 왜란 때에는 의병을 모집하고 토지와 노비를 모두 팔아 군량미를 비축하여 고경명(高敬命)과 조헌(趙憲)을 크게 도왔고, 1567년 명종이 별세했다는 소식을 듣고 시조 서산일락가(西山日落歌)를 지었다.(도강김씨 15세, 시직공파9세)
- 김후진(後進) : 자는 비승(丕承), 호는 원모당(遠慕堂)·사재(思齋) 또는 연담(蓮潭). 전라도 태인(泰仁: 지금의 전라북도 정읍시 칠보면) 출신. 김회련(金懷鍊)의 후손, 일재(一齋) 이항(李恒)의 문인(門人)으로 경학과 역학에 해박하였다. 1592년(선조 25) 임진왜란이 일어나 이귀(李貴)가 장성(長城)에서 의병을 모집하자 이에 참여, 군량을 모아 장성남문(長城南門)의 의청(義廳)에 보냈다. 이듬해에는 장정 100여 명을 거느리고 의주(義州)에 가서 몽진(蒙塵)한 선조를 배알한 다음, 수백 섬의 곡식을 모아 행재소(行在所)에 바쳤고, 의병 고경명(高敬命)과 민여운(閔汝雲)의 의병소(義兵所)에도 군량을 보냈다. 또 면(綿) 수천 근을 사다가 옷을 지어 명나라 군진(軍陣)에 보내니, 군자감직장(軍資監直長)에 가증(加贈)되었으나 취임하지 않았다. 그는 《가례(家禮)》《心經)》《근사록(近思錄)》등 성리서(性理書)를 탐구하였고, 부모의 거상(居喪) 중에는 각각 3년 동안 시묘(侍墓)하였다. 군기시정(軍器寺正)에 추증되었다가 이후 고종 때 호조참판(戶曹參判)에 추증되었다. 정읍시 칠보면(七寶面)의 남천사(南川祠)에 배향되었다. [출처: 한국민족문화대백과, 한국학중앙연구원, 두산백과 두피디아, 두산백과]
- 김도언(道彦 1684~1735) : 조선 후기의 문신. 1728년(영조 4) 의금부도사로 이인좌의 난을 토평하는데 공을 세워 분무일등공신(奮武一等功臣)에 양무원종훈에 표한 뒤 공신녹권을 내려 녹훈(錄勳)되었고 음죽현감을 지냈다.
- 김개남(開南 1853~1894) : 동학농민운동 선봉장(전봉준, 손화중과 동학농민군 3대 지도자의 한 사람). 본명은 영주(永疇), 자는 기선(琪先) 기범(箕範). 동학에 입도한 후 동학의 교리에 따라 태평천국으로 밝은 이상적인 나라를 남쪽으로부터 연다는 뜻으로 호를 개남(開南)으로 정했다. 동학농민혁명기에는 김개남대접주, 개남장(開南丈) 또는 개남장군(開南將軍)으로 불리었다고 한다. 전주화약 이후 김개남은 남원에 대도소를 설치하여, 무주, 진안, 용담, 장수, 순천, 낙안, 고흥 등을 비롯한 전라좌도를 호령하였다. 또한 김개남은 휘하의 김인배로 하여금 순천에 영호도회소(嶺湖都會所)를 설치하게 하여 하동,진주 등 영남의 서남부지방까지 그 세를 떨쳤다. 제 2차 봉기 시 김개남은 휘하의 동학농민군을 이끌로 청주로 진격하여 청주 병영을 공격하였으나 1894년 11월 10일 일본군에 패한 후 진잠을 거쳐 태인으로 돌아와 태인 너듸마을(산내면 장금리) 매부인 서영기 집에 피신해 있었다. 이때 평소 교류하며 친분이 있던 임병찬의 고발로 12월 1일 황헌주에게 체포되어 전주로 이송되었고 전라관찰사 이도재에 의해 12월 2일 전주 초록바위에서 처형되었다.
- 김영상(永相 1836~1911) : 우국지사. 호: 춘우정. 1906년 병오창의 때 선봉이 되어 성명문을 낭독하였다. 1910년 을사늑약으로 조선이 강제 병합되자 독립을 역설하다 일황의 은사금 사령서를 찢어버린 것이 빌미가 되어 일경에 불경죄로 체포되어 군산감옥으로 이송되던 중 절명시를 남기고 만경강에 투신하였으나 뜻을 이루지 못하고 투옥되어 1911년 5월 9일 향년 76세로 9일 단식 끝에 순절하였다. 위패는 정읍 필향사에 배향되었다. 1961년에‘춘우정문고’(3책)가 간행되었으며, 1991년 건국훈장 애국장에 추서되었다.
- 김직술(直述 1850~1920) : 항일운동가. 호: 화개헌. 1903년 내장산의 호남유림대회에 참석하였고, 면암 최익현이 주도한 항일투쟁에 참여하였다. 1889년(고종 26) 동몽교관(童蒙敎官)의 관직을 맡았다. 1899년에 공의 주도로 원촌마을 입구 성황산 아래에 후송정을 건립하였다. 1903년 7월 15일 내장산에서 열린 명성황후 시해사건(1895년 10월 발생)과 관련된 항일집회인 호남유림대회에 참석하였다. 1906년 4월 면암 최익현(崔益鉉 1833~1906)이 항일의병을 일으켰을 때 적극 동참하여 정읍, 순창, 임실 등지를 다니며 모금 활동을 하였다. 1907년 4월 태인(泰仁) 고현내면(古縣內面) 대주평(大舟坪)에 유종규(柳種奎) 등과 선생이 의병을 일으킨 고장이라고 건의(建議)하여 면암 최익현 선생의 사당을 세웠다.
- 김기술(箕述 1849~1929) : 항일운동가. 호: 국헌. 면암(勉庵) 최익현(崔益鉉)의 문인. 조선 후기의 지사 면암 최익현(崔益鉉 1833~1906)과 춘우정 김영상(金永相 1836~1911)에게 수학하였다. 1903년 내장산에서 거행된 호남유림대회에 참여하였고, 1906년 을사보호조약에 항거하여 담양(潭陽) 용추사(龍湫寺)에서 송사(松沙) 기우만(奇宇萬) 등 호남 유생의 거의동맹(擧義同盟)에 가입하고, 면암선생의 무성창의(武成倡義)에 참여하여 우익장(右翼將) 직책으로 정읍(井邑) 무성서원을 출발한 뒤, 순창(淳昌)에 이르러 일본 헌병에게 체포되었다. 체포 당시 스승인 면암 최익현을 끝까지 지킨 12명 중의 한 사람이었으며, 2개월 동안 옥고를 치르고 태형(笞刑) 1백대를 맞고 풀려났다. 의병활동과 관련한 『창의일기(倡義日記)』가 전해지고 있다. 동학농민운동 당시에는 반동학군의 입장을 취하여 집성촌과 사민을 구해냈다. 1894년 3월 화개헌 김직술이 지인으로부터 동학 토벌군이 태인현 입성을 대비하라는 급보를 전달 받고, 토포군으로부터 태인현 고현내면을 살리기 위해 창의토포소를 설치하였다. 1894년 4월 4일 토포사와 고현내면 동각에서 대면하는 자리에서 김기술은 집성촌과 사민을 구하기 위해 동학군과 무관함과 창의에 동참한다는 원기소(願赴所)를 혈서로 작성하여 토포사의 의심을 벗어나는 데 성공한다. 이후 4월 6일 도강김씨 60여 명과 사민 100여 명이 태인 현감의 무기 지원과 배웅 아래 동학군과의 결전을 위해 황토재로 출전하지만 도강 김씨들이 농민군의 주요 지휘라인을 대부분 차지하고 있었기에 병력 이동을 지체하여 관군과의 합류를 최대한 늦추고 동학농민군과의 접전을 피한다. 그 결과 반나절이면 도착할 거리인 태인 황토재를 하루 넘겨 가는 동안 관군이 패했다는 소식이 전해졌고 이에 창의군은 해산한다.
- 김락연(樂演 1929~1951) : 이명(異名) 호연(鎬演). 시조로부터 30세(29대손), 동정공파 24세(23대손), 부 김양기(亮基) 모 이윤순(允順)의 네째 아들. 1946년 서울중앙중학교에 입학하여 2학년을 마치고 1948년 솜리공업학교(현: 이리공업고등학교)로 전학. 1950년 6월 25일 전쟁 발발 당시 솜리공업학교 5학년에 재학 중 학도병으로 자원하여 참전함. 1951년 2월 11일 전사. 국립서울현충원 현충탑 충혼당에 위패가 봉안되어 있다.

## 과거 급제자

### 고려 문과 2명
김자앙(金子盎), 김분(金汾)

### 조선 문과 12명
김약묵(金若默), 김우정(金友正), 김천정(金天挺), 김만형(金萬衡), 김순형(金舜衡), 김명형(金命衡), 김도언(金道彦), 김도원(金道元), 김광윤(金光潤), 김홍제(金弘濟), 김헌구(金憲球), 김광우(金光遇)

### 조선 무과(현전) 14명
김건(金健), 김길(金佶), 김응길(金應吉), 김지백(金知白), 김영원(金永元), 김영인(金永仁), 김진설(金震卨), 김경신(金慶臣), 김경회(金慶會), 김세성(金世成), 김유석(金有錫), 김정삼(金鼎三), 김장악(金長岳), 김재량(金載亮)

### 생원(현전) 17명
김희윤(金希尹), 김면성(金勉成), 김약허(金若虛), 김약회(金若晦), 김구정(金九鼎), 김우정(金友正), 김대형(金大衡), 김정삼(金鼎三), 김두해(金斗海), 김도언(金道彦), 김우형(金宇衡), 김상열(金商說), 김광철(金光喆), 김응도(金膺道), 김형후(金炯厚), 김치응(金致膺), 김재희(金在羲)

### 진사(현전10, 실전1) 11명
김약허(金若虛), 김약현(金若玄), 김복억(金福億), 김관(金灌), 김순형(金舜衡), 김정삼(金鼎三), 김기(金墍), 김환규(金煥圭), 김한철(金漢哲), 김택(金澤), 김원(金元)

## 집성촌
- 전라남도 강진군 강진읍 송덕리
- 전라남도 강진군 신전면 용화리
- 전라남도 강진군 도암면 석문리
- 전라남도 영광군 홍농면 월암리
- 전라남도 진도군 임회면 연동리
- 전라북도 정읍시 감곡면 통석리
- 전라북도 정읍시 내장면 신월리
- 전라북도 정읍시 산내면 두월리
- 전라북도 정읍시 산외면 정량리
- 전라북도 정읍시 옹동면 비봉리
- 전라북도 정읍시 칠보면 시산리 외

## 인구
- 1985년 5,208가구 21,981명
- 2000년 6,639가구 21,274명
- 2015년 31,496명